# Resolução 317 do Conselho de Segurança das Nações Unidas
A Resolução 317 do Conselho de Segurança das Nações Unidas, adotada em 21 de julho de 1972, seguindo a Resolução 316, o Conselho lamentou o fato de que, apesar de seus esforços, militares sírios e libaneses sequestrados pelas forças armadas israelenses em território libanês em 21 de junho não foram libertados. O Conselho solicitou ao Presidente do Conselho de Segurança e ao Secretário-Geral que envidassem esforços renovados para implementar a resolução e instou Israel a retornar o pessoal sírio e libanês sem demora.
A resolução foi aprovada com 14 votos; os Estados Unidos se abstiveram de votar.